# Mastanabal
Mastanabal – współrządca Numidii od 148 p.n.e. Był najmłodszym znanym z imienia synem Masynissy i po jego śmierci wraz z braćmi Micypsą i Gulussą przejął część władzy w państwie. Posiadł znajomość pisma i literatury greckiej, bywał też w Atenach. W 158 p.n.e. został zwycięzcą w wyścigach rydwanów na Stadionie Panatateńskim. Po podziale królestwa przypadła mu w udziale kontrola nad jurysdykcją. Zmarł przed 118 p.n.e., a najprawdopodobniej już w 140 p.n.e . Znani są dwaj jego synowie: pochodzący z nieślubnego związku Jugurta, król Numidii od 118 p.n.e. i Gauda, król Numidii wschodniej po klęsce Jugurty w wojnie z Rzymem.